# レッド・サン
『レッド・サン』（Red Sun, 仏語: Soleil Rouge）は、1971年公開のフランス・イタリア・スペイン・アメリカ合衆国共作の映画。日本映画を代表する三船敏郎とハリウッド映画を代表するチャールズ・ブロンソン、フランス映画のスターアラン・ドロンの世界3大スターが共演した異色の西部劇。

## 概要
三船プロが、パラマウント映画に対し三船敏郎主演の侍を主役にした西部劇の企画を持ちかけたのが1965年の事であった。この企画に賛同したのが製作者のテッド・リッチモンド。しかし、当時アメリカ本国やイギリスでは007を中心にしたスパイ映画ブームが起きており、西部劇（しかも侍が主演の）に興味を持つものは少なかった。しかし、テッドは諦めず、遂にフランスのロベール・ドルフマンと合意して実現したいきさつがある。
監督に『007』シリーズのテレンス・ヤング。音楽に『アラビアのロレンス』、『ドクトル・ジバゴ』のモーリス・ジャールを起用した。
欧米人は太陽を「黄色/Yellow」と感じる。子供の絵でも黄色を使って描く子が多い。日本人は太陽を赤で描くことが多い。この映画の題名は「日本人」を表現している。

## ストーリー
強盗団のリンクと相棒のゴーシュは金貨輸送の郵便貨車を襲い、金貨を奪取した。さらにこの列車には、日米修好の任務を帯びた坂口備前守日本国全権大使一行が同乗しており、ゴーシュは日本の帝から大統領に贈呈する黄金に輝く太刀を奪った。そして、リンクが邪魔になったゴーシュは、リンクを貨車もろとも爆死させようと計り、意気揚々とひきあげていった。
条約調印まで間がない。日本大使は黒田重兵衛に7日間の猶予を与え、宝刀奪還を命じた。またリンクは生きており、重兵衛は、ゴーシュへの復讐を誓うリンクと手を組み、宝刀奪還を目指して出発した。当初は、反発しあっていた二人だが旅を続けて行くにつれ、二人には不思議な“友情”と言う感情が芽生えてきた。

## 登場人物
リンク
演 - チャールズ・ブロンソン
強盗団。殺人を躊躇なくする冷酷な性格。ゴーシュに裏切られ、殺されそうになるが一命を取りとどめる。ゴーシュを敵として狙う利害の一致から黒田と組むが当初は反りが合わなかった。
クリスチーナ
演 - ウルスラ・アンドレス
売春婦。ゴーシュの愛人でもある。それゆえ、リンクたちからゴーシュをおびき寄せる人質となってしまう。
黒田重兵衛
演 - 三船敏郎
侍。腕っぷしが強い。悪に対しては執念深く銃を向けられても臆さない。盗みを働いたゴーシュを成敗するために利害が一致するリンクと組む。リンクから度を越した仕打ちを食らっても根に持たない度量の広い性格。
ゴーシュ
演 - アラン・ドロン
リンクの相棒。しかし、リンクを裏切る。早撃ちが得意。
坂口
演 - 中村哲
備前守。
ペピータ
演 - キャプシーヌ
売春婦。

## エピソード
『レッド・サン』の企画の具体的話し合いのため、三船は、三船プロ制作部部長田中寿一と渡米する。そこで、先方のプロデューサーから、同席していたテレンス・ヤング、エリア・カザン、サム・ペキンパーの3人から監督を選ぶようにすすめられる。その場では返事できないので翌日返事をすることになる。テレンス・ヤングだけが、三船に対し「あなたにあえて幸せだ」と挨拶したという。また、『007』の撮影も終えて、『レッド・サン』のシナリオも読んでいたので、彼に決めたという。また、主役3者のうち三船とブロンソンは決定したが、後一人はヨーロッパの俳優ではどうか、と田中が提案し、日本でも人気のあったアラン・ドロンに決まった。

## スタッフ
- 監督：テレンス・ヤング
- 製作総指揮：テッド・リッチモンド
- 製作：ロベール・ドルフマン
- 脚本：レアード・コーニッグ（英語版）、ローレンス・ロマン
- 音楽：モーリス・ジャール
- 撮影：アンリ・アルカン
- 編集：ジョニー・ドワイヤー

## キャスト
| 役名                 | 俳優                       | 日本語吹替 | 日本語吹替                                               | 日本語吹替                                                                       |
| 役名                 | 俳優                       | 機内上映版 | TBS版                                                    | テレビ東京版                                                                     |
| -------------------- | -------------------------- | ---------- | -------------------------------------------------------- | -------------------------------------------------------------------------------- |
| リンク               | チャールズ・ブロンソン     | 大塚周夫   | 森山周一郎                                               | 大塚周夫                                                                         |
| ゴーシュ             | アラン・ドロン             | 野沢那智   | 野沢那智                                                 | 野沢那智                                                                         |
| 黒田重兵衛           | 三船敏郎                   | 森山周一郎 | 川合伸旺                                                 | 大塚明夫                                                                         |
| クリスチーナ         | ウルスラ・アンドレス       |            | 小原乃梨子                                               | 深見梨加                                                                         |
| ペピータ             | キャプシーヌ               |            | 芝田清子                                                 | 塩田朋子                                                                         |
| マリア               | モニカ・ランドール         |            | 山本キミ子                                               | 矢野裕子                                                                         |
| 坂口備前守           | 中村哲                     |            | 仁内建之                                                 | 松井範雄                                                                         |
| 名室源吾             | 田中浩                     |            | 青野武                                                   | 宇垣秀成                                                                         |
| ハイアット           | アンソニー・ドーソン       |            |                                                          | 小島敏彦                                                                         |
| ポゴ                 | リカルド・パラシオス       |            |                                                          | 辻親八                                                                           |
| ハント               |                            |            |                                                          | 斎藤志郎                                                                         |
| チャトゥー           | リュック・メレンダ         |            |                                                          |                                                                                  |
| メン                 | フロレンシオ・アマラージャ |            |                                                          | 原語音声                                                                         |
| ナレーション         | N/A                        |            |                                                          | 小島敏彦                                                                         |
| 不明 その他          | N/A                        |            | 藤本譲 田中康郎 千田光男 宮村義人 片岡富枝 徳丸完 峰恵研 | 滝沢ロコ 五王四郎 咲野俊介 宗矢樹頼 風間秀郎 辻つとむ 木野しのぶ 杉野博臣 多緒都 |
| 日本語版製作スタッフ |                            |            |                                                          |                                                                                  |
| 演出                 | 演出                       |            | 長野武二郎                                               | 佐藤敏夫                                                                         |
| 翻訳                 | 翻訳                       |            | 榎あきら                                                 | 平田勝茂                                                                         |
| 効果                 | 効果                       |            |                                                          | リレーション                                                                     |
| 調整                 | 調整                       |            | 遠西勝三                                                 | 重光秀樹                                                                         |
| 制作                 | 制作                       |            | ニュージャパンフィルム                                   | HALF H・P STUDIO                                                                 |
| 解説                 | 解説                       |            | 荻昌弘                                                   | N/A                                                                              |
| 初回放送             | 初回放送                   | 機内で上映 | 1975年1月6日 『月曜ロードショー』                        | 2004年9月2日 『午後のロードショー』 DVD・BD収録                                  |